# Klaus Sahm

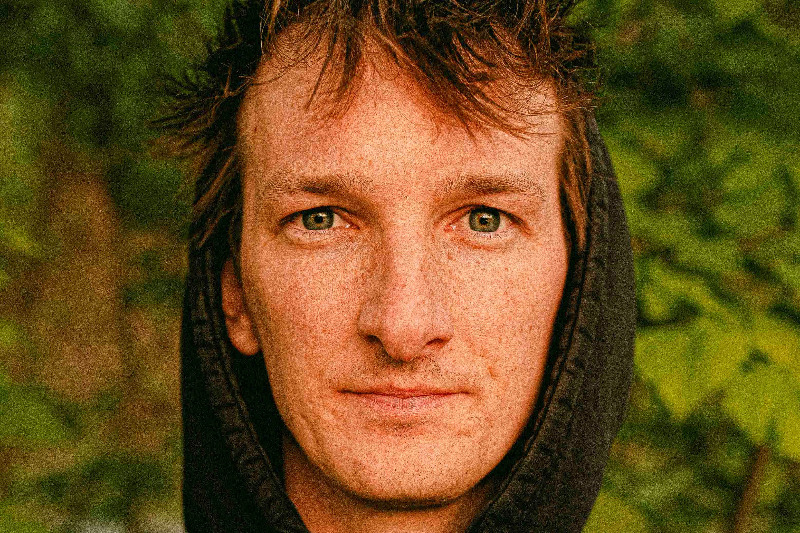
Klaus Sahm

Klaus Sahm (* 17. Mai 1990 in Siegen) ist ein deutscher Multiinstrumentalist, Songwriter, Produzent, Fotograf und Regisseur.
Als Musical Director war er außerdem  für die Umsetzung der Live-Shows u. a. von Max Giesinger, Namika, Yvonne Catterfeld, Tim Bendzko, Madeline Juno oder Rockstah verantwortlich.

## Werdegang
Sahm nahm im Kindesalter Klavierunterricht, wechselte als Teenager zur E-Gitarre und intensivierte später ein Studium von Klavier und Gitarre an der Popakademie Baden-Württemberg. In seiner Jugend spielte er in mehreren Bands, seine eigene Band Shepherd ist der Stilistik des Hardcore zuzuordnen. Sahm zog 2010 nach Mannheim, um dort den Bachelor-Studiengang im Bereich Popmusikdesign aufzunehmen. Während dieser Zeit begleitete er mehrere Touren von unterschiedlichen  Künstlern und stieg 2012 als Ersatz bei der Band des deutschen Singer-Songwriters Tim Bendzko ein. Während seines Studiums lernte er ebenfalls den deutschen Singer-Songwriter Max Giesinger kennen und begleitet ihn seitdem bei seinen Konzerten. Im Jahr 2014 spielte er für Madeline Junos Debütalbum The Unknown das Keyboard und Piano ein.
Neben seiner musikalischen Tätigkeit ist Klaus Sahm außerdem als Fotograf und Regisseur tätig. Während des Studiums und darüber hinaus war er für diverse Album-Artworks, Pressebilder und Musikvideos verantwortlich. Außerdem drehte und produzierte er 2017 eine einstündige TV-Dokumentation für ProSiebenSat.1 Media im Rahmen der Album-Veröffentlichung von Guten Morgen Freiheit, dem siebten Studioalbum von Yvonne Catterfeld.
Seit 2019 arbeitet Sahm zunehmend als Songwriter und Produzent. Zu den ersten Veröffentlichungen seiner Arbeit gehören mehrere Titel auf dem Top-10-Album „Filter“ von Tim Bendzko.
Im Jahr 2020 unterzeichnete Klaus Sahm einen langfristigen Autorenexklusivvertrag bei dem Musikverlag  Peermusic Germany.
Seit 2020 veröffentlicht er außerdem eigene Kompositionen, um damit zum ersten Mal eine Brücke zwischen den eigenen Fotografien und seinen musikalischen Einflüssen zu schaffen.
Sahm lebt und arbeitet in Berlin.